# Turn- und Sportverein Herrsching 2015-2016
Questa voce raccoglie le informazioni riguardanti il Turn- und Sportverein Herrsching nelle competizioni ufficiali della stagione 2015-2016.

## Organigramma societario
Area direttiva
- Presidente: Hannelore Doch

Area tecnica
- Allenatore: Maximilian Hauser
- Allenatore in seconda: Uwe Lindemann
- Assistente allenatore: Michael Mattes, Marvin Polte
- Scout man: Thore Haag

Area sanitaria
- Medico: Samuel Bonorden
- Fisioterapista: Sebastian Gnatz, Kathrin Mägdefrau

## Rosa
| N° | Nome               | Ruolo | Data di nascita  | Nazionalità sportiva |
| -- | ------------------ | ----- | ---------------- | -------------------- |
| 1  | Benedikt Doranth   | S     | 28 dicembre 1987 | Germania             |
| 4  | Patrick Steuerwald | P     | 3 marzo 1986     | Germania             |
| 5  | Julius Höfer       | S     | 10 marzo 1992    | Germania             |
| 6  | Florian Malescha   | S     | 31 agosto 1988   | Germania             |
| 7  | Ferdinand Tille    | L     | 8 dicembre 1988  | Germania             |
| 8  | Michael Wehl       | C     | 27 luglio 1990   | Germania             |
| 9  | Tobias Neumann     | P     | 7 settembre 1988 | Germania             |
| 11 | Daniel Malescha    | S/O   | 28 aprile 1994   | Germania             |
| 12 | Phillip Trenkler   | S     | 5 marzo 1993     | Germania             |
| 13 | Peter Ondrovič     | C     | 28 marzo 1985    | Slovacchia           |
| 14 | Johannes Kessler   | S     | 28 dicembre 1987 | Germania             |
| 15 | Roy Friedrich      | C     | 1º febbraio 1988 | Germania             |
| 17 | Jan Wenke          | C     | 1º luglio 1989   | Germania             |
| 18 | Thomas Ranner      | C     | 31 luglio 1987   | Germania             |